# Grammy Award al miglior album blues contemporaneo
Il Grammy Award al miglior album blues contemporaneo (Grammy Award for Best Contemporary Blues Album) è un premio Grammy assegnato dal 1988 al 2011 e poi nuovamente dal 2017.
Fino al 1992 fu conosciuto come Grammy Award alla miglior interpretazione blues contemporaneo (Best Contemporary Blues Performance) e nel 1989 fu assegnato ad una canzone anziché ad un album.
Dal 2001 al 2003 fu assegnato ai produttori oltre che agli artisti.
A partire dal 2012 il premi è stato fuso con la categoria miglior album blues tradizionale, per formare la nuova categoria miglior album blues. Dal 2016 le due categorie sono state nuovamente divise.

## Vincitori e candidati

### Miglior interpretazione blues contemporaneo

#### Anni 1980
- 1988

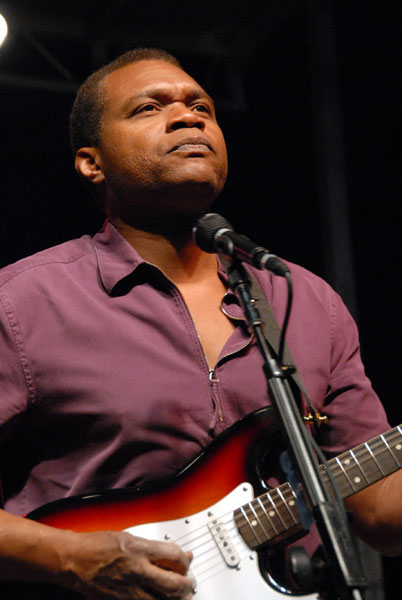
Robert Cray ha vinto questo premio 3 volte

  - The Robert Cray Band - Strong Persuader
  - B.B. King – Standing on the Edge of Love
  - Bobby Bland – After All
  - Buckwheat Zydeco – On a Night Like This
  - Earl King – Glazed
- 1989
  - The Robert Cray Band - Don't Be Afraid of the Dark
  - Bobby Bland – Blues You Can Use
  - Etta James – Seven Year Itch
  - Robben Ford – Talk to Your Daughter
  - Ry Cooder – Low Commotion

#### Anni 1990
- 1990

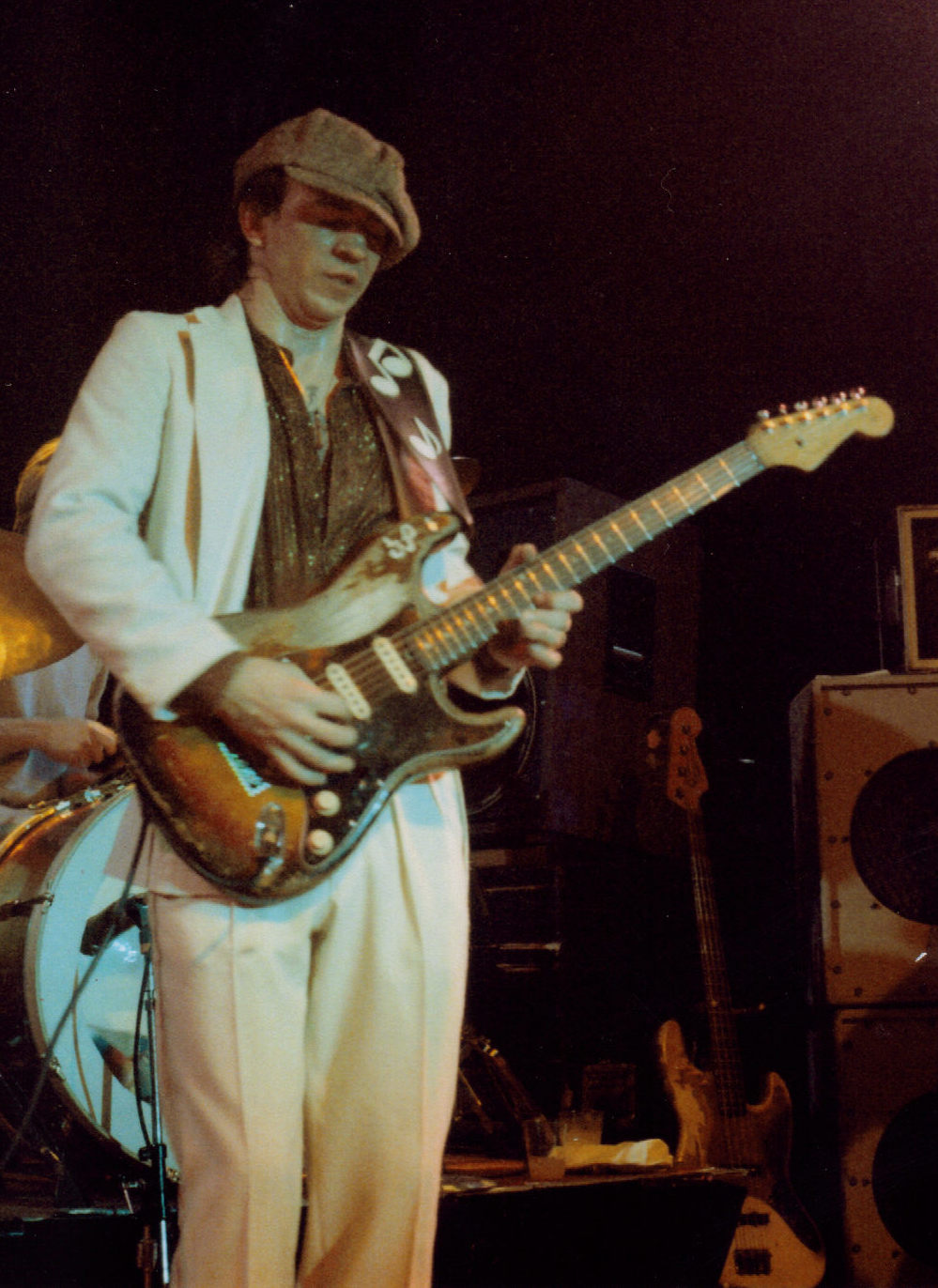
Stevie Ray Vaughan ha vinto questo premio 3 volte

  - Stevie Ray Vaughan & Double Trouble - In Step
  - B.B. King – King of the Blues: 1989
  - Delbert McClinton – Live from Austin
  - Bobby "Blue" Bland – Midnight Run
  - Koko Taylor – Wang Dang Doodle
- 1991
  - Jimmie Vaughan e Stevie Ray Vaughan - Family Style
  - The Robert Cray Band ft. The Memphis Horns – Midnight Stroll
  - Koko Taylor – Jump for Joy
  - B.B. King e Lee Atwater – Red Hot & Blue
  - Etta James – Stickin' to My Guns

### Miglior album blues contemporaneo

#### Anni 1990
- 1992

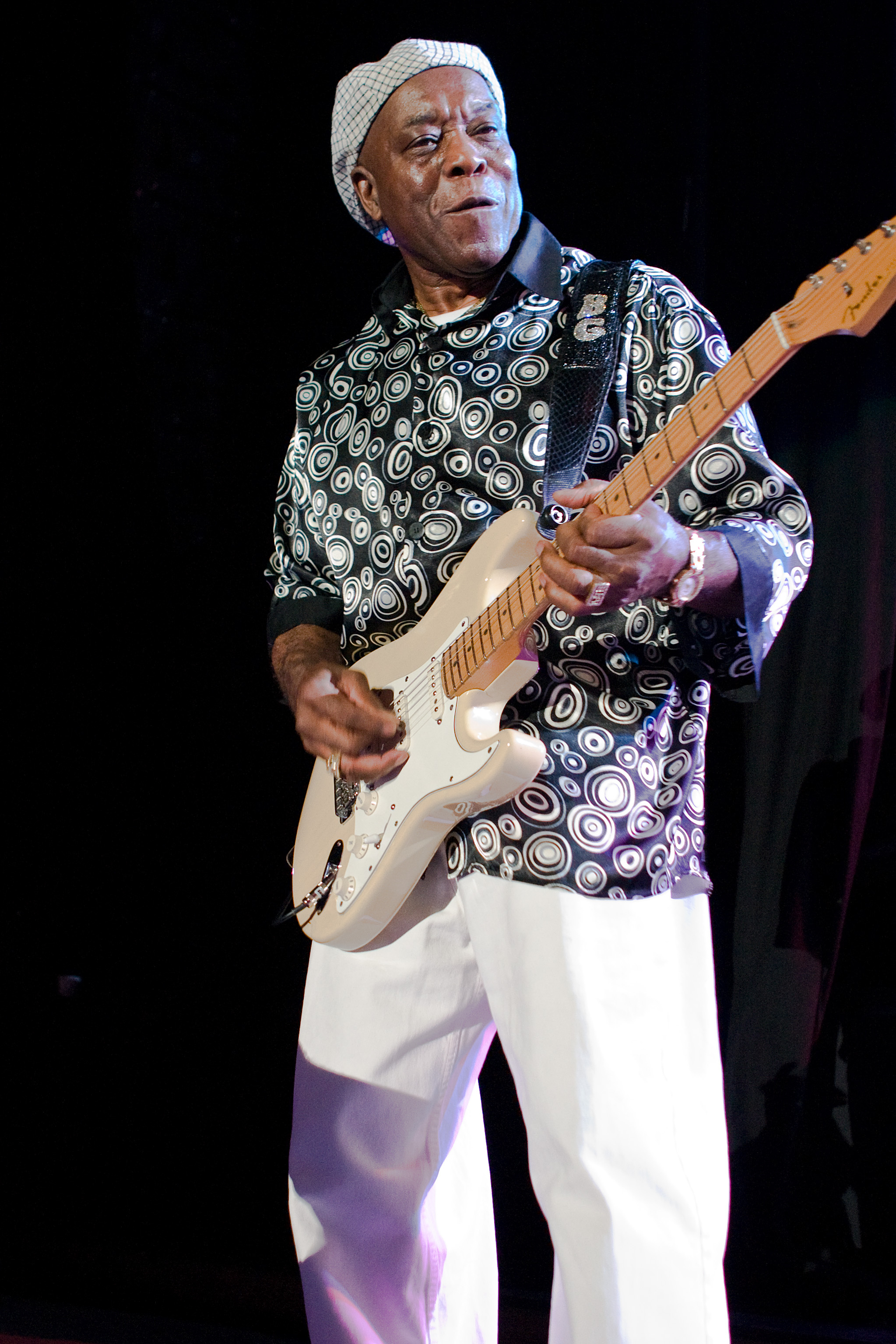
Buddy Guy vincitore in questa categoria 4 volte

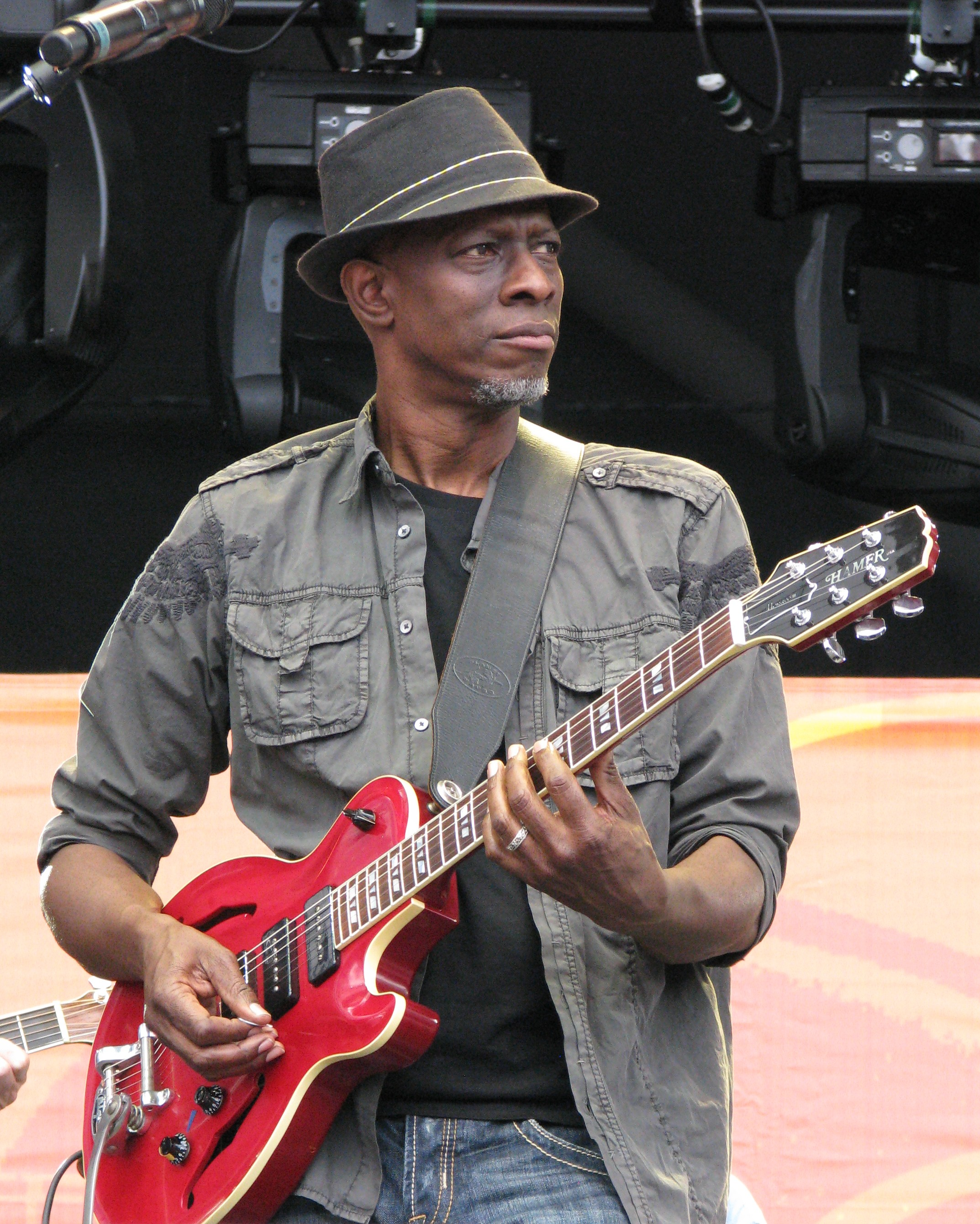
Keb' Mo' ha vinto questo premio 4 volte

  - Damn Right, I've Got the Blues - Buddy Guy
  - Iceman - Albert Collins
  - Signature - Charlie Musselwhite
  - Live! Simply the Best - Irma Thomas
  - Let Me In - Johnny Winter
- 1993
  - The Sky Is Crying - Stevie Ray Vaughan & Double Trouble
  - I Was Warned - Robert Cray
  - Robben Ford & the Blue Line - Robben Ford & The Blue Line
  - The Right Time - Etta James
  - Peace to the Neighborhood - Pops Staples
- 1994
  - Feels Like Rain - Buddy Guy
  - Mystic Mile - Robben Ford and the Blue Line
  - Wake Up Call - John Mayall
  - Muddy Water Blues: A Tribute to Muddy Waters - Paul Rodgers
  - Hey, Where's Your Brother? - Johnny Winter
- 1995
  - Father Father - Pops Staples
  - Shame + A Sin - The Robert Cray Band
  - Force of Nature - Koko Taylor
  - Strange Pleasure - Jimmie Vaughan
  - Bow Wow - Johnny "Guitar" Watson
- 1996
  - Slippin' In - Buddy Guy
  - The Man - Clarence "Gatemouth" Brown
  - Live '92-'93 - Albert Collins & the Icebreakers
  - Some Rainy Morning - Robert Cray
  - Blue Night - Percy Sledge
- 1997
  - Just Like You - Keb' Mo'
  - Sad Street - Bobby "Blue" Bland
  - Long Way Home - Clarence "Gatemouth" Brown
  - A Man Amongst Men - Bo Diddley
  - Live! The Real Deal - Buddy Guy
  - Phantom Blues - Taj Mahal
- 1998
  - Señor Blues - Taj Mahal
  - Reckless - Luther Allison
  - Sweet Potato Pie - The Robert Cray Band
  - Trippin' Live - Dr. John
  - Come On Home - Boz Scaggs
- 1999
  - Slow Down - Keb' Mo'
  - Sing It! - Marcia Ball, Irma Thomas e Tracy Nelson
  - Heavy Love - Buddy Guy
  - Life, Love & the Blues - Etta James
  - Deuces Wild - B.B. King

#### Anni 2000
- 2000

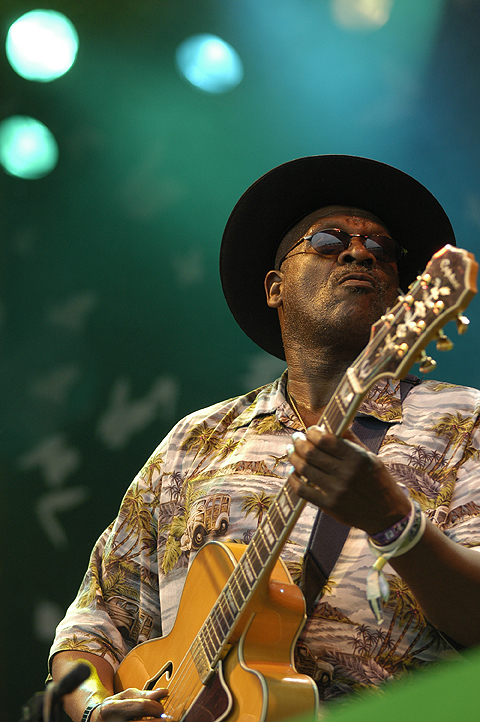
Taj Mahal ha vinto questo premio 3 volte: nel 1998, nel 2001 e nel 2018

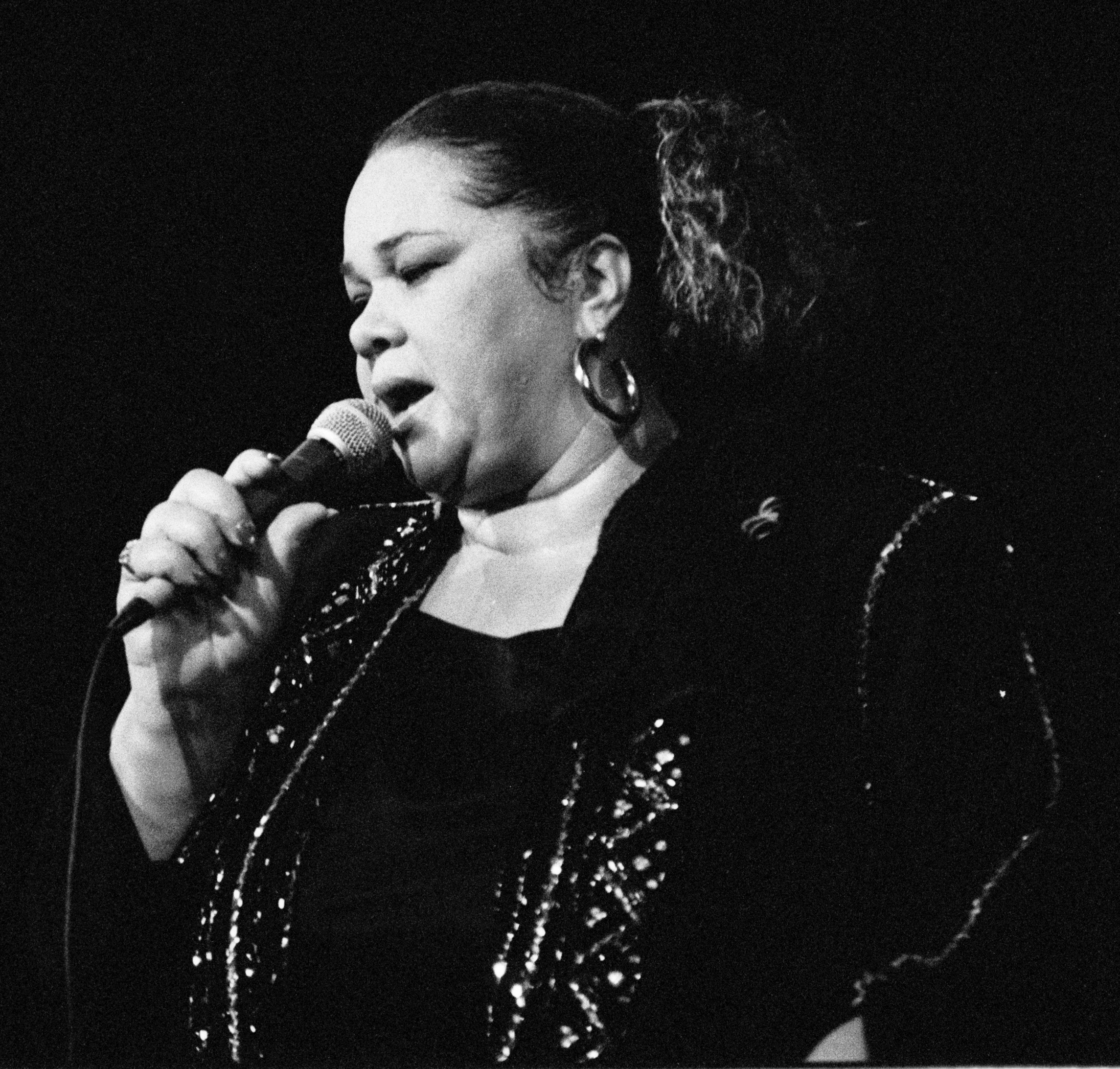
Etta James prima donna a vincere questo premio

  - Take Your Shoes Off - The Robert Cray Band
  - Live in Chicago - Luther Allison
  - Wander This World - Johnny Lang
  - Welcome to Little Milton - Little Milton
  - Continental Drifter - Charlie Musselwhite
- 2001
  - Shoutin' In Key - Taj Mahal & the Phantom Blues Band
  - Superharps - Shemekia Copeland
  - Shake Hands with Shorty - North Mississippi Allstars
  - Hoochie Man - Bobby Rush
  - Royal Blue - Koko Taylor
- 2002
  - Nothing Personal - Delbert McClinton
  - Creole Moon - Dr. John
  - Sweet Tea - Buddy Guy
  - Matriarch of the Blues - Etta James
  - The Door - Keb' Mo'
- 2003
  - Don't Give Up on Me - Solomon Burke
  - Burnin' Down the House - Etta James & The Roots Band
  - Room to Breathe - Delbert McClinton
  - One Night in America - Charlie Musselwhite
  - 51 Phantom - North Mississippi Allstars
- 2004
  - Let's Roll - Etta James
  - So Many Rivers - Marcia Ball
  - The Road We're On - Sonny Landreth
  - Rediscovered - Howard Tate
  - Wait for Me - Susan Tedeschi
- 2005
  - Keep It Simple - Keb' Mo'
  - N'awlinz Dis Dat or D'udda - Dr. John
  - What's Wrong with This Picture? - Van Morrison
  - Sanctuary - Charlie Musselwhite
  - I'm a Bluesman - Johnny Winter
- 2006
  - Cost of Living - Delbert McClinton
  - Make Do with What You Got - Solomon Burke
  - Twenty - Robert Cray
  - Bring 'Em In - Buddy Guy
  - Electric Blue Watermelon - North Mississippi Allstars
- 2007
  - After the Rain - Irma Thomas
  - Live from Across the Pond - The Robert Cray Band
  - Sippiana Hericane - Dr. John e The Lower 911
  - Suitcase - Keb' Mo'
  - Hope and Desire - Susan Tedeschi
- 2008
  - The Road to Escondido - J.J. Cale ed Eric Clapton
  - Into the Blues - Joan Armatrading
  - Is It News - Doyle Bramhall
  - Truth - Robben Ford
  - The Scene of the Crime - Bettye LaVette
- 2009
  - City That Care Forgot - Dr. John e The Lower 911
  - Peace, Love & BBQ - Marcia Ball
  - Like a Fire - Solomon Burke
  - Maestro - Taj Mahal
  - Simply Grand - Irma Thomas

#### Anni 2010
- 2010

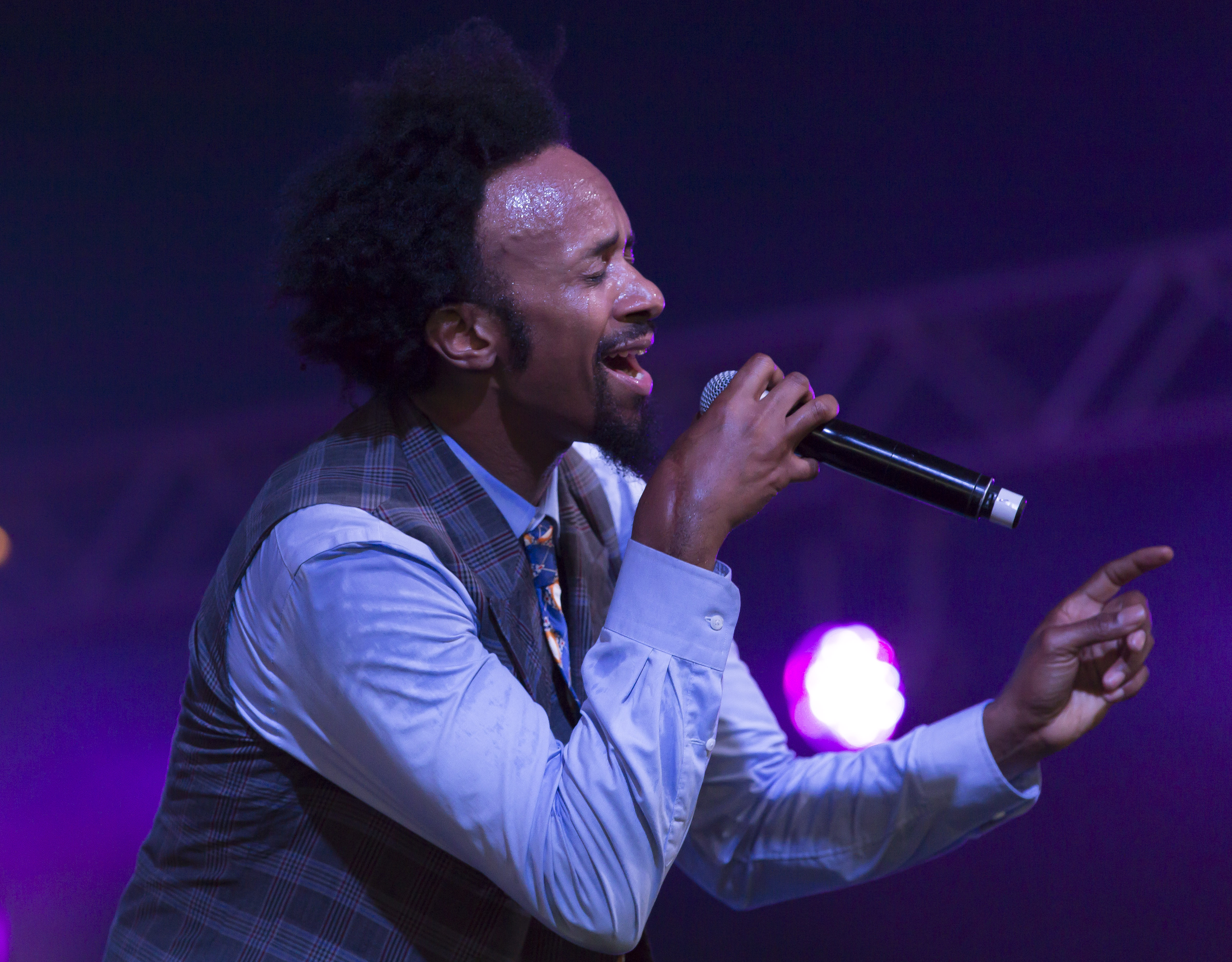
Fantastic Negrito vincitore 3 volte in questa categoria

  - Already Free - The Derek Trucks Band
  - This Time - The Robert Cray Band
  - The Truth According to Ruthie Foster - Ruthie Foster
  - Live: Hope at the Hideout - Mavis Staples
  - Back to the River - Susan Tedeschi
- 2011
  - Living Proof - Buddy Guy
  - Nothing's Impossible - Solomon Burke
  - Tribal - Dr. John e The Lower 911
  - Interpretations: The British Rock Songbook - Bettye LaVette
  - Live! in Chicago - Kenny Wayne Shepherd Band ft. Hubert Sumlin, Willie "Big Eyes" Smith, Bryan Lee e Buddy Flett
- 2017[1]
  - The Last Days of Oakland - Fantastic Negrito
  - Love Wins Again - Janiva Magness
  - Bloodline - Kenny Neal
  - Give It Back to You - The Record Company
  - Everybody Wants a Piece - Joe Louis Walker
- 2018[2]
  - TajMo - Taj Mahal e Keb' Mo'
  - Robert Cray & Hi Rhythm - Robert Cray & Hi Rhythm
  - Recorded Live in Lafayette - Sonny Landreth
  - Got Soul - Robert Randolph & The Family Band
  - Live from the Fox Oakland - Tedeschi Trucks Band
- 2019[3]
  - Please Don't Be Dead - Fantastic Negrito
  - Here in Babylon - Teresa James & the Rhythm Tramps
  - Cry No More - Danielle Nicole
  - Out Of The Blues - Boz Scaggs
  - Victor Wainwright & the Train - Victor Wainwright & the Train

#### Anni 2020
- 2020[4]
  - This Land - Gary Clark Jr.
  - Venom & Faith - Larkin Poe
  - Brighter Days - Robert Randolph & the Family Band
  - Somebody Save Me - Sugaray Rayford
  - Keep On - Southern Avenue
- 2021[5]
  - Have You Lost Your Mind Yet? - Fantastic Negrito
  - Live at the Paramount - Ruthie Foster Big Band
  - The Juice - G. Love
  - Blackbirds - Bettye LaVette
  - Up and Rolling - North Mississippi Allstars
- 2022[6]
  - 662 - Christone "Kingfish" Ingram
  - Delta Kream - The Black Keys ft. Eric Deaton e Kenny Brown
  - Royal Tea - Joe Bonamassa
  - Uncivil War - Shemekia Copeland
  - Fire It Up - Steve Cropper
- 2023[7]
  - Brother Johnny - Edgar Winter
  - Done Come Too Far - Shemekia Copeland
  - Crown - Eric Gales
  - Bloodline Maintenance - Ben Harper
  - Set Sail - North Mississippi Allstars
- 2024[8][9]
  - Blood Harmony – Larkin Poe
  - Death Wish Blues – Samantha Fish e Jesse Dayton
  - Healing Time – Ruthie Foster
  - Live in London – Christone Kingfish Ingram
  - LaVette! – Bettye LaVette

- 2025[10]
  - Mileage – Ruthie Foster
  - Blues Deluxe Vol. 2 – Joe Bonamassa
  - Blame It On Eve – Shemekia Copeland
  - Friendlytown – Steve Cropper & The Midnight Hour
  - The Fury – Antonio Vergara